# Planetary romance

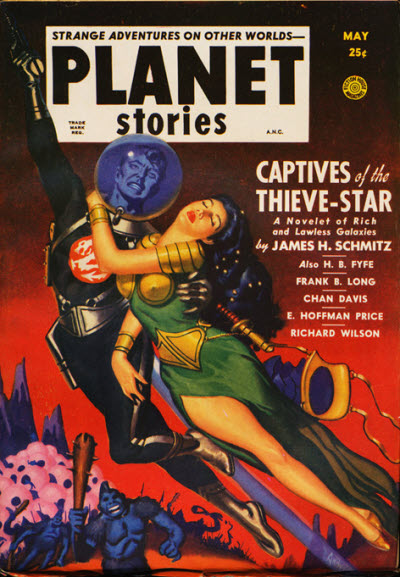
Copertina della rivista Planet Stories, maggio 1951

Il planetary romance è un filone della narrativa fantascientifica che ambienta le avventure su un pianeta diverso dalla Terra e come tema generale si concentra sull'esplorazione e la scoperta delle meraviglie di questo pianeta esotico e spesso primitivo, che presenta caratteristiche fisiche, flora, fauna e culture distintive. Alcune storie sono ambientate in un futuro in cui il viaggio interplanetario è un'esperienza comune; altre invece - in particolare i primi esempi del genere - invocano tappeti volanti, proiezioni astrali o altri mezzi immaginari come espediente narrativo per raggiungere l'altro pianeta. In entrambi i casi, è l'avventura sulla superficie del pianeta a essere al centro della narrazione, non il mezzo di trasporto.

## Prototipi e caratteristiche
Come suggerisce il nome stesso del genere, il planetary romance è un'estensione a un'ambientazione planetaria dei romanzi d'avventura e pulp del tardo Ottocento e degli inizi del Novecento. La narrativa popolare (pulp romance) di scrittori come H. Rider Haggard e Talbot Mundy rappresentava personaggi audaci in un ambiente esotico e "mondi perduti" come regioni inesplorate dell'America meridionale, Africa, medio o estremo oriente; una variante era ambientata in luoghi storici o immaginari dell'antichità e del medioevo, contribuendo in qualche modo allo sviluppo del moderno genere fantasy.
Nel planetary romance le trasformazioni della space opera sono applicate al genere dell'avventura romanzata popolare: il prode avventuriero diventa un viaggiatore dello spazio, spesso proveniente dalla Terra, la quale sta a rappresentare l'Europa moderna e l'America settentrionale (concepite come centri di tecnologia e colonialismo). Gli altri pianeti (spesso, agli albori del genere, Marte e Venere) rimpiazzano Asia e Africa come luoghi esotici; nel mentre ostili tribù di alieni e le loro decadenti monarchie sostituiscono gli stereotipi occidentali di "razze selvagge" e "dispotismo orientale". Per quanto il planetary romance sia stato usato dagli scrittori come mezzo per esprimere una grande varietà di posizioni politiche e filosofiche, un soggetto costante è l'incontro tra civiltà aliene, la loro difficoltà a comunicare e i frequenti disastri che ne conseguono.

## Edgar Rice Burroughs e le storie "sword and planet"

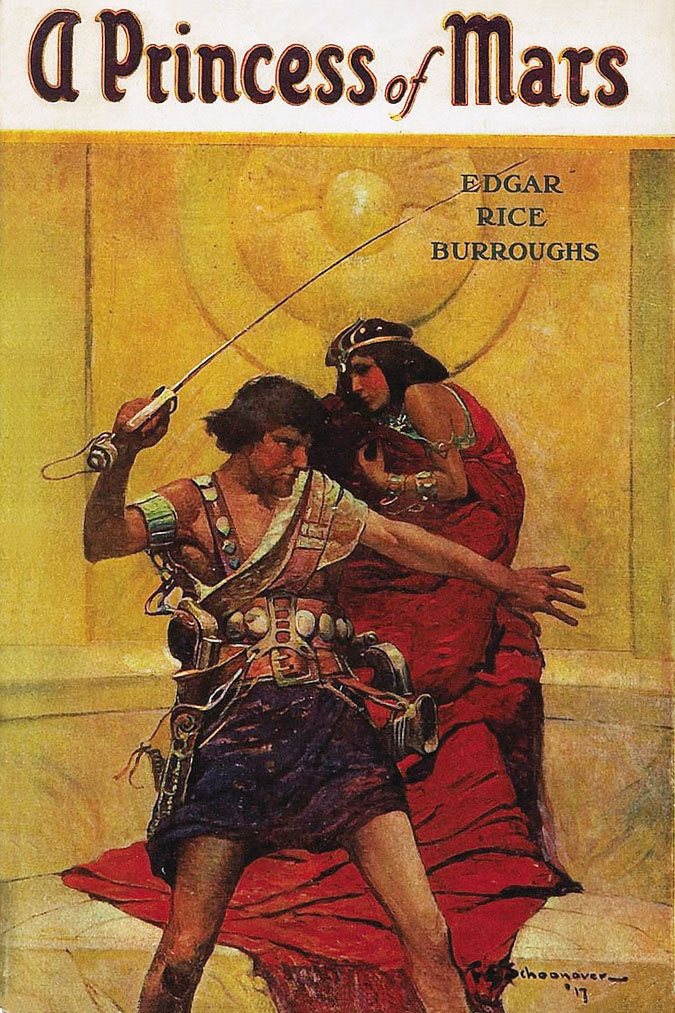
Illustrazione di copertina per il romanzo A Princess of Mars di Edgar Rice Burroughs, McClurg, 1917

Il primo scrittore a conquistare un ampio mercato per questo genere di storie fu Edgar Rice Burroughs, di cui apparvero le prime opere del ciclo di Marte (Barsoom) nella rivista pulp The All-Story nel 1912. Sebbene la scrittura di Burroughs non fosse del tutto originale, quantomeno rese popolare il concetto di avventura in stile pulp su altri pianeti. Il pianeta "Barsoom" (Marte) di Burroughs manifestava un caotico miscuglio di stili culturali e tecnologici, combinando dispositivi avveniristici, come la "pistola al radio" e macchine volanti sospese da un misterioso raggio levitante, con anacronistici obblighi della cavalleria marziana, un sistema feudale con imperatori e principesse, parecchi duelli con la spada e un codice marziale a malapena credibile per giustificare il tutto. L'universo di Dune di Frank Herbert e Guerre stellari di George Lucas sono diretti debitori di questa tradizione di saldatura dell'avveniristico al medioevale. Il contenuto delle storie di Barsoom è semplice cappa e spada, trattandosi di una serie di imprigionamenti, combattimenti forzati di gladiatori, paurose fughe, uccisione di mostri e duelli contro i cattivi. Gli elementi del fantasy sono ridotti al minimo: a parte la telepatia, i riferimenti alla magia sono assenti o ricondotti a frode o superstizione.
Le storie di Burroughs, grazie al loro successo, ebbero un gran numero di imitatori. Alcuni, come Otis Adelbert Kline, stavano sfruttando il nuovo mercato che Burroughs aveva creato; anche Burroughs imitò se stesso nel ciclo di Venere, a partire dal 1934. Dopo che il genere ebbe perso d'interesse per alcuni decenni, gli anni sessanta videro un rinnovato interesse per Burroughs e la produzione di nostalgici pastiche alla Burroughs da parte di autori come Lin Carter e Michael Moorcock.
La denominazione sword and planet è stata coniata per assonanza ai generi sword and sorcery e sword and sandal. La frase è apparsa per la prima volta negli anni sessanta, coniata da Donald A. Wollheim, editor della Ace Books e successivamente della DAW Books al tempo in cui il genere stava vivendo un nuovo periodo di popolarità. Sia la Ace Books, sia la DAW Books si sono impegnate nel riproporre le precedenti storie pulp Sword and planet, così come nel proporre del nuovo materiale prodotto all'epoca da una nuova generazione di autori.
Questo filone consapevolmente imitativo, influenzato anche da autori di sword and sorcery come Robert E. Howard, è essenzialmente un genere statico, "rétro", che punta a riprodurre più che altro lo stesso tipo di storia, con agili variazioni all'interno di una formula d'insieme. È forse per questo motivo che molti "autori del pianeta e della spada" hanno scritto in modo altalenante lunghe serie, il cui esempio estremo è il ciclo di Dray Prescot di Kenneth Bulmer, composto da ben 53 romanzi.
Nel 2007 Planet Stories, un editore indipendente, ha iniziato a riproporre negli Stati Uniti molte delle storie "sword and planet" di Otis Adelbert Kline, Robert E. Howard, Leigh Brackett, C. L. Moore, Henry Kuttner, Michael Moorcock e altri.

## Planetary romance e fantascienza

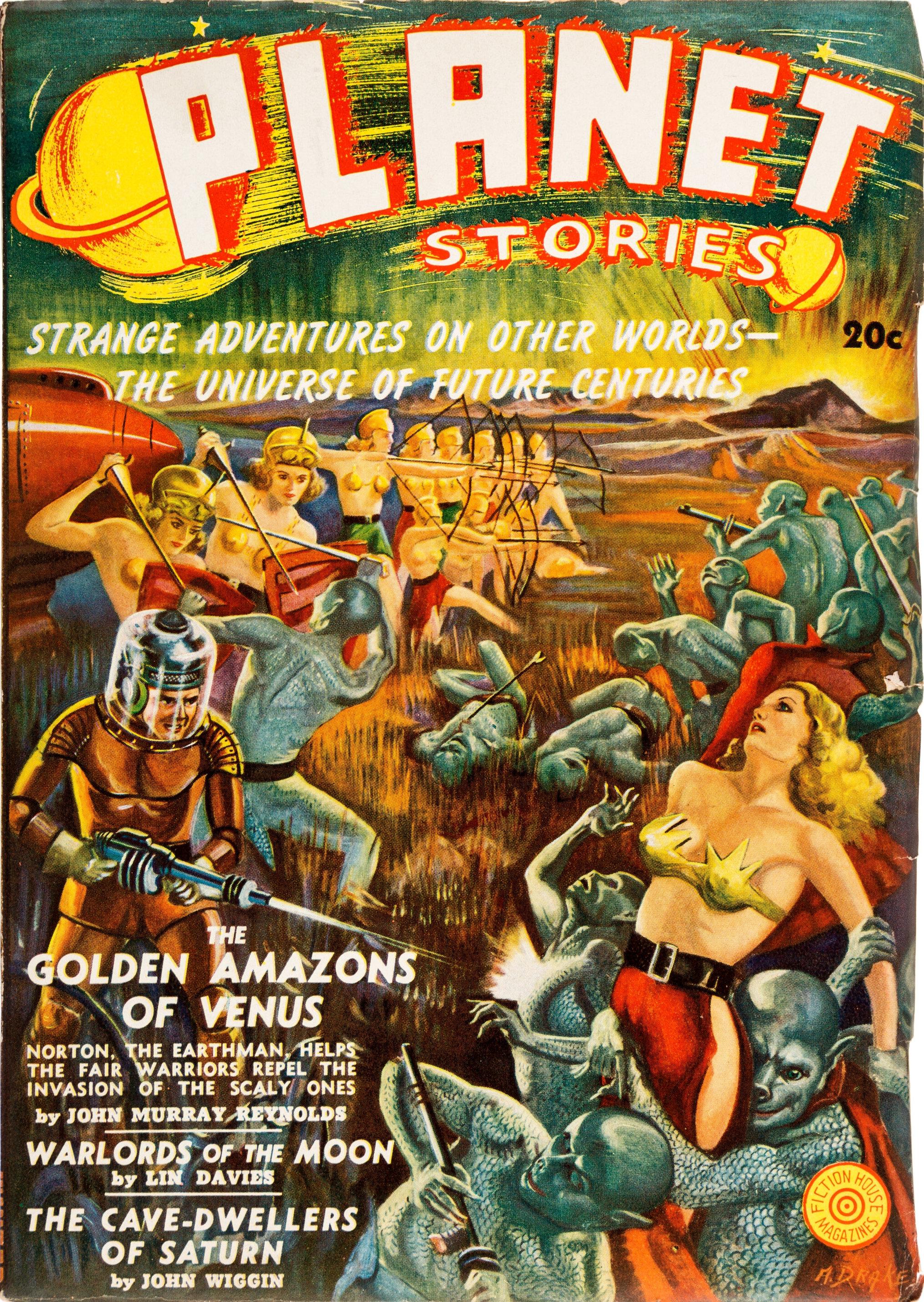
Copertina della rivista Planet Stories (vol.1, n.1, inverno 1939), un pulp magazine specializzato in storie avventurose ambientate su altri mondi.

La pubblicazione dei pulp magazine di fantascienza a partire dal 1926 (particolarmente prolifica negli anni trenta) costituì un nuovo mercato per i planetary romance, producendo una forte influenza nelle successive incarnazioni di questo genere narrativo. Alcuni pulp, come Planet Stories e Startling Stories, furono principalmente dediti alla pubblicazione di planetary romance, mentre le riviste del fantastico già esistenti come Weird Tales iniziarono a pubblicare fantascienza accanto ai loro usuali generi horror e sword and sorcery. Uno degli scrittori d'eccezione all'interno di questo filone fu C. L. Moore, l'autrice delle storie di Northwest Smith (1933-1947), in cui è caratterizzato un robusto astronauta che si trova continuamente coinvolto in poteri alieni pressoché magici. C'è ben poca avventura di cappa e spada nelle storie della Moore, che si concentra preferibilmente sulle tensioni psicologiche, in particolare sul timore e sul fascino dell'ignoto, che compare come elemento sia pericoloso sia erotico.
Negli anni quaranta e cinquanta uno dei più significativi contributi al genere del planetary romance venne da Leigh Brackett, le cui storie combinavano eroi complessi e canaglieschi (a volte criminali), avventura classica, l'occasionale storia d'amore e ambientazioni riccamente dettagliate con una profondità e sostanza inusuale per i pulp, e uno stile che gettava un ponte tra la space opera e il fantasy. Brackett fu un'autrice regolare di Planet e Thrilling Wonder Stories, per le quali produsse una serie interconnessa di racconti ambientati nello stesso universo, ma - con l'eccezione delle storie di Eric John Stark - con protagonisti completamente differenti. Le storie della Brackett sono in primo luogo narrativa avventurosa, ma contengono anche riflessioni sui temi dell'imperialismo e del colonialismo culturale e corporativo.
È possibile tracciare un confronto istruttivo tra The Enchantress of Venus, una delle storie della Brackett con Stark come protagonista, e L'impero dell'atomo (Empire of the Atom, 1956) di A. E. van Vogt. Entrambe le opere prendono avvio dalla trama e dalla situazione di Io, Claudio (I, Claudius, 1934) di Robert Graves. Van Vogt segue la trama in qualche modo più fedelmente, concentrando la sua inventiva sul retroscena del suo impero ed enfatizzando al contempo la vulnerabilità dell'eroe. La Brackett introduce un terrestre colpito dal fascino romantico delle donne coinvolte in questi intrighi. Malgrado entrambe le storie siano delle space opera, solo quella di Brackett è un planetary romance.
Dalla metà degli anni sessanta in poi il tipo tradizionale di planetary romance ambientato nel sistema solare perse d'interesse; dal momento che il progresso scientifico-tecnologico rivelava che la maggior parte dei pianeti vicini era inospitale, le nuove storie planetarie furono di norma ambientate su pianeti extrasolari, generalmente attraverso l'assunto di una qualche forma di viaggio più veloce della luce. Una eccezione è costituita dalla serie di Gor, pubblicata a partire dal 1967. Gor è un pianeta Antiterra in un'orbita simmetrica alla Terra al di là del Sole (non un punto L3 della Terra). Gli effetti gravitazionali e il rilevamento da parte di sonde terrestri sono spiegati dalla "superiore scienza aliena", una comune presunzione nei planetary romance.
Il planetary romance è divenuto una componente significativa della fantascienza contemporanea, per quanto pochi autori usino questo termine per descrivere le proprie opere, presumibilmente perché il termine è percepito in senso peggiorativo. Tenuto conto della reciproca ibridazione tra planetary romance e space opera, è difficile classificare numerose storie nell'uno o nell'altro genere.
Il ciclo di Dune di Frank Herbert, particolarmente nei primi romanzi ambientati prevalentemente sul pianeta desertico Arrakis, aveva tutte le caratteristiche del planetary romance (e alcune del filone "sword and planet"), anche se questi elementi sono usati per sostenere le meditazioni di Herbert su filosofia, ecologia e politica del potere.
Le storie del ciclo di Darkover di Marion Zimmer Bradley possono a loro volta essere classificate come planetary romance, dal momento che sono fermamente incentrate sull'immaginario pianeta Darkover, benché l'ambientazione galattica non sia mai interamente limitata allo sfondo. In modo analogo la serie di Krishna di L. Sprague de Camp di planetary romance razionalizzati costituisce una sotto-serie della sua space opera dei Viagens Interplanetarias.
Le prime opere di Ursula K. Le Guin, come Il mondo di Rocannon (Rocannon's World, 1966) e Il pianeta dell'esilio (Planet of Exile, 1966) sono riconoscibili planetary romance; si può dire che la maggior parte del ciclo degli Hainiti può essere classificato in questo filone, benché in opere successive gli elementi fantastici siano sotto la superficie e i temi sociali e antropologici vengano in primo piano.
In Science Fiction: The 100 Best Novels (1985), il curatore editoriale e critico David Pringle ha definito Bradley e Anne McCaffrey due "principali esperte al giorno d'oggi" per il tipo fantascientifico del planetary romance. I romanzi dei Dragonieri di Pern di McCaffrey generalmente limitano l'ambientazione galattica a brevissimi prologhi; la visione scientifica del lettore sul mondo è importante, ma la società pernese l'ha perduta.

## Esempi di planetary romance

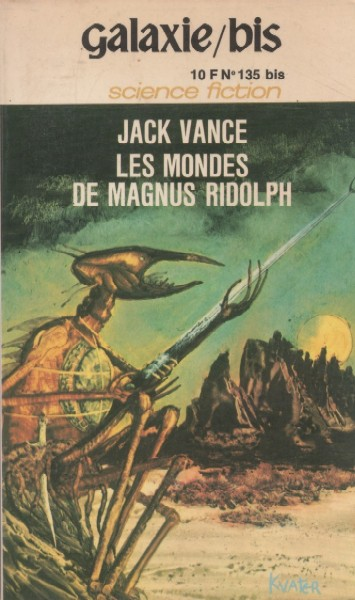
Copertina da un'edizione francese della rivista Galaxy del 1975 de Le avventure di Magnus Ridolph di Jack Vance, uno dei più popolari autori di planetary romance. Illustrazione di Philippe Legendre-Kvater.

(in ordine cronologico di pubblicazione)
- Il ciclo di Barsoom (Marte) (1912-1943) e il ciclo di Venere (Amtor) (1934-1964) di Edgar Rice Burroughs
- A Voyage to Arcturus (1920) di David Lindsay. Esempio dei primi romanzi di questo genere; prima che fantascientifico, viene considerato un romanzo filosofico, nel quale il pianeta straniero è un pretesto per l'esplorazione di temi filosofici.
- Almuric (1933) di Robert E. Howard
- Il pianeta dimenticato (The Forgotten Planet, 1954) di Murray Leinster, i cui primi due capitoli furono pubblicati come racconti nel 1920 e 1921; le vicende di uno sparuto gruppo di umani regrediti in un pianeta solo parzialmente terraformato
- Un'odissea marziana (1934) di Stanley G. Weinbaum
- La Trilogia dello spazio (1938-1943) di C. S. Lewis
- Gli amanti di Siddo (The Lovers, 1951), Pianeta in via di sviluppo (The Green Odissey, 1957) e il ciclo del Mondo del Fiume (Riverworld, 1971-1984) di Philip José Farmer
- Buona parte delle opere fantascientifiche di Jack Vance: L'odissea di Glystra (Big Planet, 1951) e il suo seguito Il mondo degli Showboat (Showboat World, 1975), le trilogie dell'Ammasso di Alastor, di Durdane e delle Cronache di Cadwal, la quadrilogia del ciclo di Tschai (1968-1970), la maggior parte delle storie di Magnus Ridolph, la pentalogia dei Principi Demoni e vari romanzi unici come Maske: Thaery (1976) e racconti come Il Faleno lunare (The Moon Moth).
- Gli esiliati di Ragnarok (The Survivors, 1958) di Tom Godwin, un'epopea di quattromila coloni terrestri abbandonati a morire su un pianeta freddo e ostile.
- Il ciclo di Darkover (dal 1961) di Marion Zimmer Bradley
- Il pianeta dei dannati (Planet of the Damned, 1962) e il seguito Pianeta senza ritorno (Planet of no Return, 1982) di Harry Harrison
- Il pianeta delle scimmie (1963) di Pierre Boulle
- Il ciclo di Dune (1965-1985) di Frank Herbert
- Le cronache di Gor (dal 1966) di John Norman
- Ciclo dei Dragonieri di Pern (dal 1968) di Anne McCaffrey
- I burattinai (Ringworld, 1970) di Larry Niven, parte del ciclo dello Spazio conosciuto e ambientati in un habitat artificiale, il Mondo Anello
- Serie di Dray Prescot (dal 1972) di Kenneth Bulmer
- Le Cronache di Majipoor (Majipoor Chronicles, 1982) di Robert Silverberg
- Trilogia di Helliconia (1982-1985) di Brian Aldiss
- Mytale (1991) di Ayerdhal
- La trilogia di Marte (1992-1996) di Kim Stanley Robinson
- La saga dell'Impero Skoliano (dal 1995) di Catherine Asaro, tra cui i mondi di Raylicon, Balimul, Parthonia, Debra e Skyfall.

### Fumetto

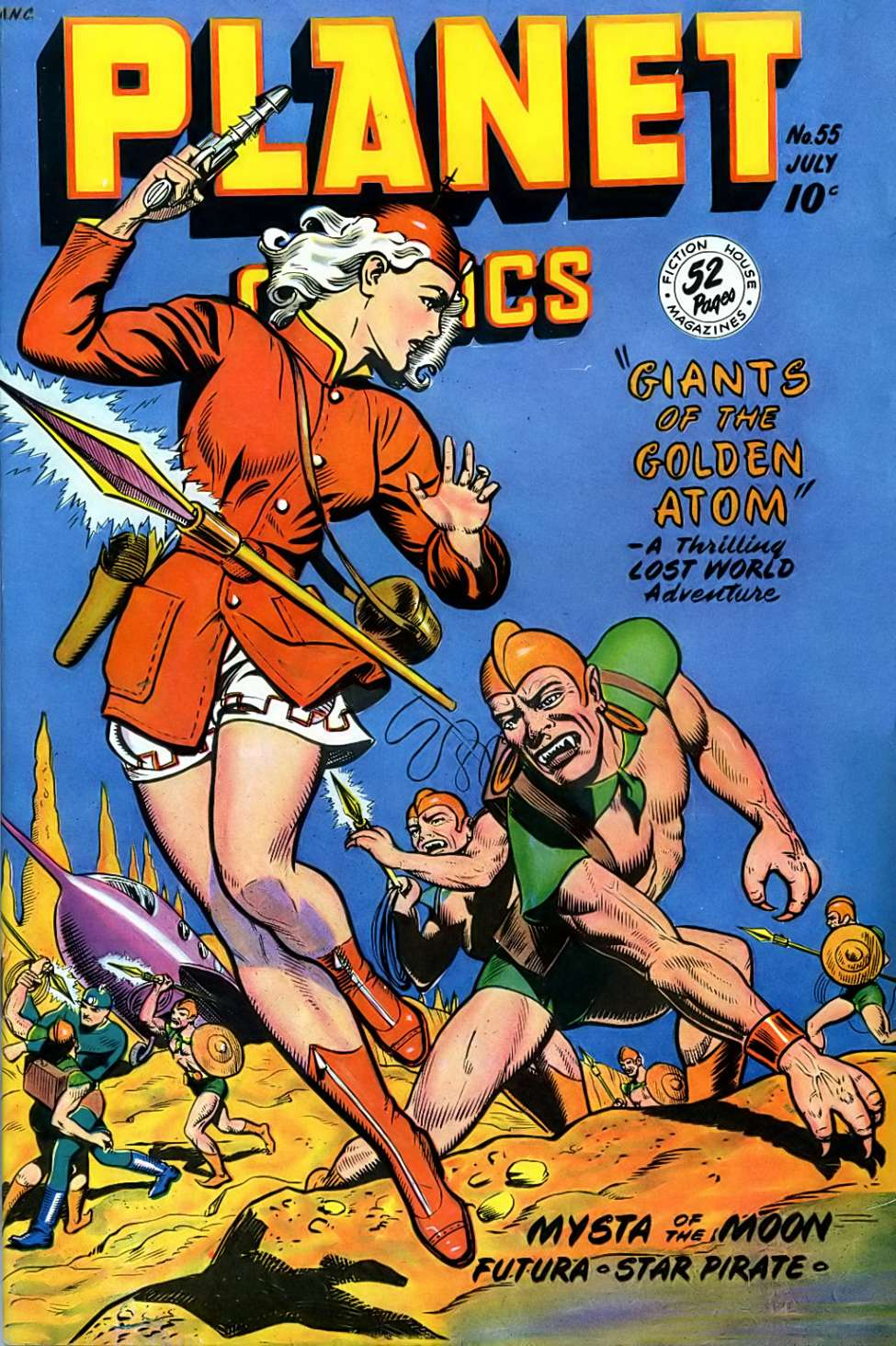
Copertina della rivista di fumetti Planet Comics, luglio 1948 (illustrazione di Joe Doolin)

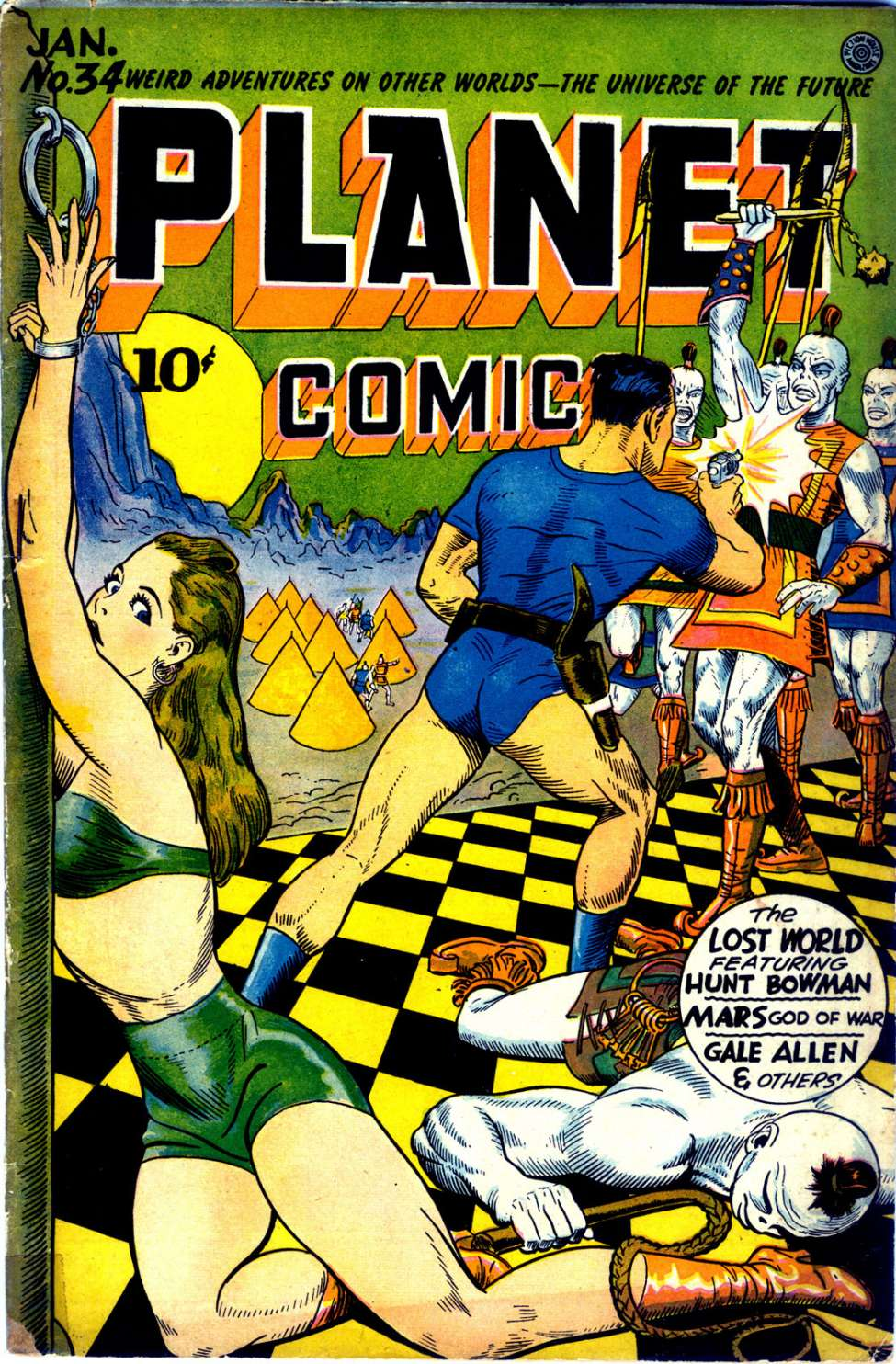
Copertina della rivista di fumetti Planet Comics, gennaio 1945

- Flash Gordon, ideato da Alex Raymond, pubblicato come striscia a fumetti dal 1934.
- S.K.1 di Guido Moroni Celsi, pubblicato a puntate dal 1935 su Topolino.
- Planet Comics (1940-1953), rivista a fumetti statunitense specializzata in racconti avventurosi ambientati su altri pianeti.
- Adam Strange, ideato da Gardner Fox e Mike Sekowsky nel 1958 e pubblicato dalla DC Comics, un archeologo che viene teletrasportato sul pianeta Rann, nell'orbita di Alpha Centauri.
- Space Family Robinson (1962-1984), serie incentrata su una famiglia di esploratori dello spazio.
- Elfquest (1978), dove i discendenti di elfi naufragati nel Mondo delle Due Lune lottano per sopravvivere in quel mondo ostile.

### Cinema e televisione
- Flash Gordon (1936), serial cinematografico tratto dalla striscia a fumetti Flash Gordon ideata da Alex Raymond.
- I sette navigatori dello spazio (Планета Бурь - Planeta bur) di Pavel Klushantsev. Film sovietico su una spedizione di cosmonauti su Venere.
- Flash Gordon (1980), film ispirato all'omonimo fumetto.
- Dune (1984) di David Lynch, film ispirato all'omonimo romanzo di Frank Herbert.
- Progetto Eden (Earth 2, 1994-1995), serie tv che narra l'epopea di un piccolo gruppo di coloni sul pianeta G-889.
- Flash Gordon (2007-2008), serie tv, ispirata all'omonimo fumetto.
- Avatar (2009) film scritto, diretto e prodotto da James Cameron, ambientato sul pianeta Pandora.
- John Carter (2012) film per la regia di Andrew Stanton, tratto dai romanzi di Edgar Rice Burroughs che hanno per protagonista John Carter di Marte.